# Boldklubberne Glostrup Albertslund
Boldklubberne Glostrup Albertslund (BGA) var en dansk fodboldklub fra de københavnske forstæder, Glostrup og Albertslund. Klubben var en delvis fusion af fodboldklubberne Glostrup F.K. og Albertslund IF Fodbold. Fusionen blev vedtaget på generalforsamlinger i de to klubber den 3. februar 2009 og trådte i kraft fra starten af sæsonen 2009-10, og den omfattede de to moderklubbers U16-U21-hold, seniorholdene samt en nyoprettet afdeling for futsal.
Første træner for BGA blev Glostrup FK's træner Thomas Maale.
På tidspunktet for fusionen spillede Glostrup FK's bedste fodboldhold i 2. division, mens Albertslund IF's førstehold befandt sig i Danmarksserien. Det var forventningen, at samarbejdet under slagordet Vestegnens bedste fodboldalternativ ville styrke grundlaget for divisionsfodbold på Vestegnen, men BGA opnåede ikke de sportslige resultater, der var håbet på, og i 2014 var BGA's førstehold rykket to rækker ned til Sjællandsserien.
Til gengæld fik BGA's futsalafdeling stor succes. Albertslund IF var blevet danmarksmestre i futsal for mænd i 2008 og 2009, og de gode resultater fortsatte efter fusionen, idet BGA vandt DM-guld i 2010 og 2011 samt DM-sølv i 2012.
På på et ekstraordinært repræsentantskabsmøde i BGA den 26. november 2014 blev det besluttet at ophæve fusionen pr. 30. juni 2015. Og BGA's plads i Sjællandsserien blev overtaget af den ene af moderklubberne, Glostrup FK.

## Fodbold
Førsteholdet i fodbold for herrer debuterede i Danmarksturneringen i fodbold i sæsonen 2009-10, hvor den overtog pladsen i 2. division fra den bedst placerede af de to moderklubber, Glostrup FK.
| Sæson   | Niveau | Division                | Plac. | K  | V  | U  | T  | Målscore | P  | Kommentar                      | Ref. |
| ------- | ------ | ----------------------- | ----- | -- | -- | -- | -- | -------- | -- | ------------------------------ | ---- |
| 2009-10 | 3      | 2. division øst         | 13/16 | 30 | 9  | 6  | 15 | 37-49    | 33 |                                |      |
| 2010-11 | 3      | 2. division øst         | 11/16 | 30 | 9  | 8  | 13 | 40-45    | 35 |                                |      |
| 2011-12 | 3      | 2. division øst         | 16/16 | 30 | 1  | 2  | 27 | 21-94    | 5  | Nedrykning til Danmarksserien  |      |
| 2012-13 | 4      | Danmarksserien, pulje 1 | 18/14 | 26 | 7  | 10 | 9  | 36-30    | 31 |                                |      |
| 2013-14 | 4      | Danmarksserien, pulje 1 | 11/14 | 26 | 8  | 5  | 13 | 38-41    | 29 | Nedrykning til Sjællandsserien |      |
| 2014-15 | 5      | Sjællandsserien         | 15/14 | 26 | 10 | 8  | 8  | 40-34    | 38 |                                |      |

## Futsal
| Sæson | Resultat                | Ref. |
| ----- | ----------------------- | ---- |
| 2010  | DM-guld                 |      |
| 2011  | DM-guld                 |      |
| 2012  | DM-sølv                 |      |
| 2013  | Nr. 5 i Futsal Liga Øst |      |
| 2014  | Nr. 7 i Futsal Liga Øst |      |
| 2015  | Nr. 6 i Futsal Liga Øst |      |